# جوش كرونكي
جوش كرونكي هو وريث أمريكي لإرث عائلة وول مارت، كما أنه يشغل دوراً مهماً في إدارة مجموعة كرونكي الرياضية والترفيهية التي يملكها والده. وُلد في 7 مايو 1980، ومن خلال عمله، يشارك في إدارة العديد من الفرق الرياضية البارزة مثل فريق دنفر ناغتس لكرة السلة وفريق كولورادو أفالانش لهوكي الجليد، بالإضافة إلى فريق كولورادو رابيدز لكرة القدم. علاوة على ذلك، يعتبر كرونكي أحد الشركاء في ملكية نادي أرسنال الإنجليزي لكرة القدم، كما أن شركته تمتلك حديقة إليتش جاردنز الترفيهية.

## حياته العملية
يعد جوش كرونكي ابن ستان كرونكي وآن وولتون كرونكي. وهو ينتمي إلى عائلة وولتون، التي تعد من أغنى العائلات في العالم والمؤسسة لوول مارت، ولا تزال تملك حصة مسيطرة في الشركة. نشأ جوش في كولومبيا، ميوزي، حيث درس في مدرسة روك بريدج الثانوية ومدرسة نيو هامبتون، وقبل أن يتخرج من جامعة ميسوري، حصل على منحة دراسية كاملة لكرة السلة. خلال سنواته في الجامعة، تورط في فضيحة أدت إلى استقالة لاري يويستاتشي، مدرب فريق كرة السلة في جامعة ولاية آيوا. ففي عام 2003، حضر يويستاتشي، وهو صديق لوالده ستان كرونكي، حفلة طلابية مع جوش في كولومبيا، ميسوري، وبعد أن ظهرت صور ليويستاتشي وهو يشرب مع الطلاب في تلك الحفلة، كانت النتيجة استقالته من منصبه.

## المهنه
يشغل منصب رئيس كل من فريق دنفر ناغتس في رابطة كرة السلة الوطنية وفريق كولورادو أفالانش في رابطة هوكي الجليد الوطنية. في عام 2013، عينَّه والده، المساهم الأكبر في الأسهم، عضواً في مجلس إدارة نادي أرسنال الإنجليزي كمدير غير تنفيذي. وعلى الرغم من ذلك، فقد أثار كرونكي وعائلته الكثير من الاستياء بين جماهير النادي، الذين يشعرون بأنهم يفتقرون إلى الطموح وأنهم يستخدمون النادي لتحقيق أرباحهم الشخصية على حساب قدرة الفريق التنافسية. وفي أبريل 2021، تم الإعلان عن انضمام أرسنال كأحد الأعضاء المؤسسين لدوري السوبر الأوروبي، وهي مسابقة مغلقة بدون هبوط أو صعود، على غرار الدوريات الرياضية الأمريكية المحترفة. لكن بعد رد فعل قوي من الجماهير، انسحبت أرسنال والأندية الإنجليزية الأخرى المشاركة خلال أيام قليلة. بعد هذه المحاولة الفاشلة للانضمام إلى المنافسة الأوروبية الجديدة، طالب مشجعو أرسنال عائلة كرونكي ببيع النادي، إلا أن العائلة ردت بأنها غير مستعدة لبيعه.

## حياته الشخصية
يعيش في دنفر، كولورادو. وفي عام 2007، اشترى شقة مساحتها 1,885 قدمًا مربعًا مقابل 1.4 مليون دولار. وقبل انتقاله إلى دنفر، كان كرونكي يعيش في مدينة نيويورك. في عام 2005، اشترى هو وأخته، ويتني آن كرونكي، شقة مساحتها 1,735 قدمًا مربعًا تحتوي على سطح مساحته 400 قدم مربع، وشرفة صغيرة، وإطلالات على مبنى إمباير ستيت، وذلك مقابل 2.7 مليون دولار. لكنهما باعاه في عام 2007 مقابل 2.45 مليون دولار، وهو أقل من السعر المعروض في البداية وهو 2.995 مليون دولار، ومن السعر النهائي المطلوب وهو 2.55 مليون دولار.